# Stevenson (Waszyngton)
Stevenson – miasto w Stanach Zjednoczonych, w stanie Waszyngton, siedziba administracyjna hrabstwa Skamania.